# Carpathia (schip, 1903)
De RMS Carpathia was een trans-Atlantische passagiers-stoomschip, gebouwd rond het begin van de 20e eeuw in Newcastle in Groot-Brittannië. Het schip werd op 6 augustus 1902 officieel gedoopt. De Cunard Line liet de Carpathia zijn eerste reis maken in mei 1903.

## Titanic
De Carpathia is bekend geworden als het schip dat de 705 mensen oppikte die zich in reddingsboten bevonden in de nacht van 15 april 1912, nadat de RMS Titanic in aanvaring was gekomen met een ijsberg  doormidden brak en vervolgens was gezonken. De RMS Carpathia, die op 11 april 1912 vertrokken was uit New York en op weg was naar Fiume (het tegenwoordige Rijeka), vernam het noodsignaal CQD en SOS van de Titanic; rond vier uur 's ochtends kwam het schip op de plek van de ramp, en haalde de overlevenden van de ramp aan boord.
De kapitein, Arthur Henry Rostron, werd voor de reddingsactie door de overlevenden geëerd met een zilveren beker en een gouden medaille, die hem werden uitgereikt door Margaret Brown. Later mocht hij bij de toenmalige president van de Verenigde Staten, William Taft, op bezoek komen in het Witte Huis en het Congres beloonde hem met de Congressional Gold Medal.

## Ondergang
In de ochtend van 17 juli 1918 werd de Carpathia om 9.15 uur voor de oostkust van Ierland getorpedeerd door een Duitse U-boot. De eerste torpedo sloeg in nabij het derde vrachtluik. Een tweede boorde zich in de machinekamer waarbij vijf bemanningsleden het leven verloren. Een kwartier na de eerste inslag, tijdens het evacueren van het schip, raakte een derde torpedo het schip, waarna het om 11.00 uur ten onder ging. Onder de 218 overlevenden bevonden zich alle van de 57 passagiers (36 eersteklas- en 21 derdeklaspassagiers). Met de rest van de bemanning werden ze gered door de HMS Snowdrop. Het wrak werd in 1999 door de Amerikaanse duiker en schrijver Clive Cussler gevonden.